# Jan Zach
Johann Zach, detto Jan (Čelákovice, 13 novembre 1699 – Ellwangen, 24 maggio 1773), è stato un compositore boemo.

## Biografia
Ebbe i primi insegnamenti musicali nella città natale Čelákovice, poi nel 1724 si recò a Praga ove fu probabilmente allievo di B. Černohorský.
Dal 1725 fu attivo come violinista presso le chiese di San Gallo e San Martino (anche come 2° organista). Nel 1737, avendo concorso invano per l'organo di San Vito, partì per la Germania ove visse in varie città; dapprima a Magonza come direttore della cappella palatina (1745) di principe-arcivescovo Johann Friedrich Karl von Ostein poi, afflitto da una malattia mentale, causata probabilmente da una delusione amorosa, a Coblenza (1757 e diverse altre volte), Dillingen (1759), Colonia (1761) Amorbach (1763) Darmstadt (1765) Stams nel Tirolo (1767) Wallerstein (1773).
Soggiornò anche in Italia tra il 1746 e il 1772. La sua vita errabonda lo portò infine a Bruchsal, in cui morì in un manicomio nel 1773.

## Opere
- 36 sinfonie e partite
- 6 concerti per flauto
- 5 concerti per clavicembalo
- concerto per violoncello
- concerto per oboe
- quartetto per flauto, viola, corno e basso
- quadro per violino, viola e basso
- partita a 4 per 2 violini, violoncello e clavicembalo
- 2 sonate a 3 per 2 violini e basso
- trio per archi
- sonata per flauto, violino e clavicembalo
- sonata per violino, viola d'amore e clavicembalo
- sonata per violino, viola d'amore e basso
- 6 trii per violino, flauto e clavicembalo
- 6 sonate per violino e clavicembalo
- 2 sinfonie per clavicembalo
- partita per clavicembalo
- capriccio per clavicembalo
- 4 preludi per organo
- 2 fughe per organo
- 40 messe
- 4 Requiem
- 6 Vespri
- 13 Tantum ergo (di cui uno completato da un Amen da W.A. Mozart come K.142)
- 9 offertori
- 2 litanie
- 2 Te Deum
- Miserere
- Stabat Mater
- inni
- mottetti
- 6 arie spirituali
- Cantata (1771)
- Concerto I a Cembalo obbligato
- Sonata per clavicembalo in Oeuvres mělées (Norimberga 1760)